# American-Football-Europameisterschaft 2001
Die American-Football-Europameisterschaft 2001 war die zehnte Europameisterschaft der Männer in der Sportart American Football. Sie wurde inklusive der Qualifikation in den Jahren 2000 und 2001 ausgetragen. Die deutsche Nationalmannschaft gewann im Finale gegen Rekordsieger Finnland zum ersten Mal den Titel.

## Spiele

### Qualifikation
Durch den Rückzug Italiens qualifizierte sich Spanien kampflos fürs Viertelfinale.
|                         |  | {{{Spiel}}} |        |          |  |  |
| Kopenhagen 9. Juli 2000 |  | Dänemark    | 0 : 41 | Schweden |  |  |
| Kopenhagen 9. Juli 2000 |  | Dänemark    |        | Schweden |  |  |

### Viertelfinale
|                     |  | {{{Spiel}}} |         |             |  |  |
| Nîmes 31. März 2001 |  | Frankreich  | 18 : 31 | Deutschland |  |  |
| Nîmes 31. März 2001 |  | Frankreich  |         | Deutschland |  |  |

|                               |                                      | {{{Spiel}}} |        |          |  |                                   |
| Donezk 26. Mai 2001 16:00 Uhr |                                      | Ukraine     | 0 : 48 | Schweden |  | Avanhard Stadium Zuschauer: 8.107 |
| Donezk 26. Mai 2001 16:00 Uhr | (0:14, 0:17, 0:14, 0:3) Spielbericht | Ukraine     |        | Schweden |  | Avanhard Stadium Zuschauer: 8.107 |

|                             |  | {{{Spiel}}} |         |          |  |  |
| Wien 3. Juni 2001 15:00 Uhr |  | Österreich  | 13 : 27 | Finnland |  |  |
| Wien 3. Juni 2001 15:00 Uhr |  | Österreich  |         | Finnland |  |  |

|                         |                                     | {{{Spiel}}}    |        |         |  |  |
| Leicester 17. Juni 2001 |                                     | Großbritannien | 27 : 6 | Spanien |  |  |
| Leicester 17. Juni 2001 | (0:0, 10:6, 3:0, 14:0) Spielbericht | Großbritannien |        | Spanien |  |  |

### Halbfinale
Nachdem ein Ausschluss des deutschen Teams aufgehoben wurde, wurde das Halbfinale zwischen Großbritannien und Deutschland für den 30. Juni im englischen Milton Keynes terminiert. Mit weniger als zwei Wochen Vorlaufzeit gelang es den Briten nicht, dieses Spiel zu organisierten. Deutschland wurde daraufhin von der EFAF zum Sieger erklärt.
|                                   |                                   | {{{Spiel}}} |        |          |  |                                           |
| Stockholm 30. Juni 2001 13:00 Uhr |                                   | Schweden    | 3 : 21 | Finnland |  | Olympiastadion Stockholm Zuschauer: 1.535 |
| Stockholm 30. Juni 2001 13:00 Uhr | (0:0, 3:7, 0:7, 0:7) Spielbericht | Schweden    |        | Finnland |  | Olympiastadion Stockholm Zuschauer: 1.535 |

### Finale
Im Endspiel standen sich wie bereits im Vorjahr Finnland und Deutschland gegenüber. Für Rekordeuropameister Finnland war es die siebte Finalteilnahme in Folge und der neunte Finaleinzug bei bisher zehn Austragungen. Deutschland stand zum dritten Mal im Endspiel und holte sich dabei den ersten Titel.
Finnland startete das Spiel mit Angriffsrecht und ging gleich in der ersten Serie mit 7:0 in Führung. Nach einem misslungenen Field-Goal-Versuch konnte Deutschland zunächst den zweiten Angriff der Finnen stoppen, um daraufhin auf 6:7 zu verkürzen. Durch eine Interception von Pascal Ritzheim kam Deutschland erneut in Ballbesitz und nutzte diesen zum 12:7-Halbzeitstand. Im dritten Viertel konnte sich keine der Mannschaften in eine aussichtsreiche Position spielen. Im Schlussabschnitt waren es dann die Finnen, die in Field-Goal-Reichweite kamen, den Ball jedoch neben die Stangen kickten. Es folgten weitere drei Punts. Nach einem Sack durch Frank Habermann im vierten Versuch der Finnen eroberte Deutschland das Angriffsrecht weit in der gegnerischen Hälfte. Domonique Kuhn, der nach dem Spiel zum MVP ernannt wurde, nutze dies für seinen zweiten Touchdown und sorgte so für den Titelgewinn.
|                                 |                                    | Finale      |        |          |  |                                                          |
| Hanau 18. August 2001 17:00 Uhr |                                    | Deutschland | 19 : 7 | Finnland |  | Herbert-Dröse-Stadion Zuschauer: 2.935 Referee: Mel Pons |
| Hanau 18. August 2001 17:00 Uhr | (0:7, 12:0, 0:0, 7:0) Spielbericht | Deutschland |        | Finnland |  | Herbert-Dröse-Stadion Zuschauer: 2.935 Referee: Mel Pons |

## Abschlussplatzierungen
| Platz | Team           | Sp | S | N | TD-Punkte |
| ----- | -------------- | -- | - | - | --------- |
| 1     | Deutschland    | 2  | 2 | 0 | 50:25     |
| 2     | Finnland       | 3  | 2 | 1 | 55:35     |
| 3     | Schweden       | 3  | 2 | 1 | 92:21     |
| 4     | Großbritannien | 1  | 1 | 0 | 27:60     |
| 5     | Frankreich     | 1  | 0 | 1 | 18:31     |
| 6     | Österreich     | 1  | 0 | 1 | 13:27     |
| 7     | Spanien        | 1  | 0 | 1 | 06:27     |
| 8     | Ukraine        | 1  | 0 | 1 | 00:48     |
| 9     | Dänemark       | 1  | 0 | 1 | 00:41     |